# 冯元堂
冯元堂，又称沈体兰故居，位於江苏省昆山市周庄镇南湖街，是一处昆山市文物保护单位。

## 保护
2009年9月，冯元堂公布为第四批昆山市文物保护单位。